# آندری وزنیشیانسکی
آندری آندریوویچ وزنیشیانسکی (روسی: Андре́й Андре́евич Вознесе́нский؛ ۱۲ مهٔ ۱۹۳۳ – ۱ ژوئن ۲۰۱۰) یک شاعر، نویسنده اهل اتحاد جماهیر سوسیالیستی شوروی بود.
رابرت لاول او را «یکی از بزرگترین شعرای زنده در هر زبانی» نامید. اگرچه برخی هم‌دوره‌ای‌های‌اش وی را بابت سبک آثارش نکوهش می‌کردند اما آندری یکی از «شجاع‌ترین شاعران تاریخ شوروی است» و حتی نیکیتا خروشچف یک‌بار او را تهدید به نفی بلد کرد.
وی در ورزشگاه‌های مملو از تماشاگر، به شعرخوانی می‌پرداخت و او را بابت فنِ بیانِ ماهرانه‌اش می‌ستودند. برخی از این اشعار وی، توسط ویستن هیو آودن به انگلیسی ترجمه شده است.
آندری یکی از اعضای جنبش روشنفکری «بچه‌های دههٔ ۶۰» در روسیه بود و مربی و مرشدش، نویسنده و شاعر برجستهٔ روس و برندهٔ جایزه نوبل ادبیات، «بوریس پاسترناک» (خالق رمان دکتر ژیواگو) بود.
پیش از مرگش، هم مردم و هم منتقدان او را «یک شاعر کلاسیک زنده» می‌دانستند و وی را «تمثالی از یک روشنفکر روس» به‌حساب می‌آوردند.
وی بابت آثارش برندهٔ جایزه دولتی اتحاد شوروی شد و عضوِ افتخاری «فرهنگستان هنر و ادبیات ایالات متحده آمریکا» و «فرهنگستان گنکور» بود. ریزسیارهٔ
«وزنیشیانسکی ۳۷۲۳» که توسط ستاره‌شناس روس «نیکلای استپانوویچ چرنیخ» در سال ۱۹۷۶ کشف شد، به افتخار او نامگذاری شده است. در ۲۳ دسامبر ۲۰۰۸ میلادی، رئیس‌جمهورِ وقتِ روسیه دمیتری مدودف، مجسمه‌ای از او را در کاخ کرملین نصب کرد.